# ميما إيتو
ميما إيتو لاعبة تنس طاولة يابانية ولدت في 21 أكتوبر 2000 في محافظة شيزوكا في اليابانဆ.

## روابط خارجية
- ميما إيتو على موقع منظمة تنس الطاولة العالمي (الإنجليزية)
- ميما إيتو على موقع أوليمبيديا (الإنجليزية)

- Mima Ito's ITTF ranking
- List of articles about Mima Ito provided by the الاتحاد الدولي لتنس الطاولة website